# Süjeeguiin Tserenchimed
Süjeeguiin Tserenchimed (Hentiy , 24 de febrero de 1995), es una luchadora mongola de lucha libre. Consiguió dos medallas en campeonatos mundiales, de oro en 2014. Ganó una medalla de bronce en los Juegos Asiáticos de 2014. Conquistó dos medallas de bronce en Campeonatos Asiáticos, en 2011 y 2014. Primera en el Campeonato Mundial Militar de 2014. Tres veces representó a su país en la Copa del Mundo, en 2015 clasificándose en la tercera posición. Campeona Mundial del Juniores del año 2013.